# Neferusi
Neferusi ist der altägyptische Name einer altägyptischen Stadt und einer Region im 16. oberägyptischen Antilopengau Ma-hedj (Gouvernement al-Minya). Die genaue Lage des Ortes in der Region zwischen Hebenu und Chemenu ist umstritten.
Neferusi wird zum ersten Mal in einem Grab bei Hebenu des Alten Reiches erwähnt, wo auch eine Hathor, Herrin von Neferusi erwähnt wird. Im Mittleren Reich wird der Ort mehrmals in den Gräbern von Beni Hassan genannt, wo auch die Hathor, Herrin von Neferusi genannt wird. Hetepet, Gemahlin des Gaufürsten Amenemhet war Priesterin, der Hathor von Neferusi.  Im späten Mittleren Reich gehörte Chemenu zum Bezirk von Neferusi, dessen Grenzen ein Gebiet vom nördlichen Assiut bis Tuna el-Gebel (10 Kilometer westlich von Chemenu) umfassten.
Neferusi wird unter Teti, Sohn des Pepi, im Siegesbericht des Kamose als ein Vasall der Hyksos und Setiu genannt. Kamose zerstörte auf seinem Feldzug gegen die Hyksos den Ort Neferusi. Im Neuen Reich residiertem hier ein weiterer Bürgermeister, namentlich bekannt sind Iuno, Mahu, Iamunefer, Pahahauti.